# Gewoon plooirokje
Het gewoon plooirokje of plooirokje (Parasola plicatilis) is een paddenstoel uit de familie Psathyrellaceae. Het is een algemeen voorkomende paddenstoel in vochtig grasland, gazons en aan wegkanten. Ze staan alleen of vormen kleine groepjes.

## Kenmerken
Hoed
De hoed is aanvankelijk cilindrisch met een diameter van 5 tot 10 mm, daarna achtereenvolgens ellipsvormig of ovaal, halfrond convex, horizontaal afgeplat, met een licht concaaf centrum. Als de hoed rijp is, bereikt hij een diameter tot 3,5 cm. Aanvankelijk glad, daarna diep gegroefd vanaf de rand bijna tot in het midden. Ook de kleur verandert: deze wordt grijsachtig met een bruin centrum. De rand van de hoed is doorzichtig blauwgrijs.
Steel
De steel is 3 tot 7 cm hoog en 1 tot 2 mm dik. De steel is witachtig, breekbaar en hol van binnen. De basis is licht verdikt. Glad oppervlak, soms wat zijdeachtig in lengterichting. Een ring ontbreekt.
Lamellen
De lamellen zijn vrijstaand en hebben een kraagje aan de steel. Aanvankelijk wit, dan grijs van sporen, uiteindelijk oplossend.
Geur en smaak
Deze paddenstoel heeft geen uitgesproken geur of smaak.
Sporen
De sporenafscheiding is zwart. De vorm van de sporen is citroenvormig, minder vaak licht ellipsvormig of hoekig-eivormig. Er is een zichtbare excentrische kiempore, glad, donker roodbruin, 10–15,5 × 8–11 µm, matig dikwandig. Het Q-getal is 1,15 tot 1,5. De breed cilindrische pleurocystidia zijn tot ongeveer 100 × 35 µm. Cheilocystidia zijn in grote lijnen spindel-ventriculair en hebben afmetingen tot ongeveer 90 × 30 µm. Er zijn gespen aanwezig.

## Verspreiding
Plooirokje is een wijdverspreide soort in Europa en Noord-Amerika. Ook in België en Nederland komt het algemeen voor en kan van voorjaar tot herfst worden gevonden.